# سبيل قشري دماغي متوسطي
السَّبِيلُ القِشْرِيٌّ الدِماغِيُّ المُتَوَسِّطِيُّ هو سبيل عصبي نازِل ينشأ في باحة برودمان الثامنة، وينتهي في الدماغ المتوسط. توسط ألياف السبيل حركة العين المقترنة.